# Archäologisches Nationalmuseum Ferrara

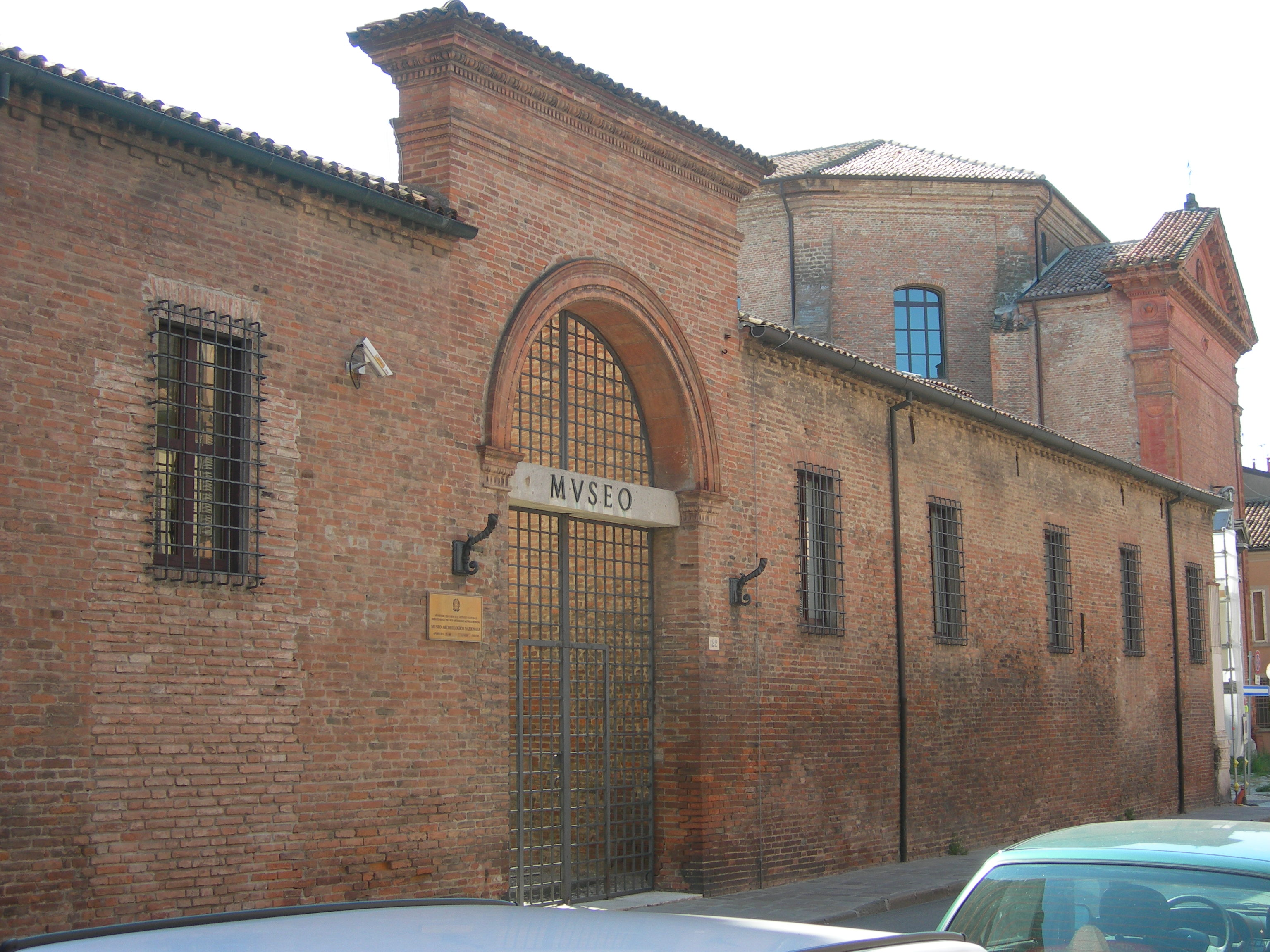
Eingangstor des Palazzo Costabili

Das Archäologische Nationalmuseum Ferrara (Museo Archeologico Nazionale di Ferrara) ist das archäologische Nationalmuseum von Ferrara; es befindet sich im Palazzo Costabili. 
Das Museum wurde 1935 eröffnet. Es beherbergt eine umfangreiche Sammlung von Funden aus der untergegangenen etruskischen Stadt Spina 7 Kilometer südwestlich von Comacchio am südlichen Rand des Po-Deltas, die dort seit 1922 gemacht wurden.  Es  wird deshalb auch als Museo di Spina bezeichnet. Bei den Ausgrabungen der Nekropolen dieser Stadt wurden zahlreiche griechische Vasen und etruskische Bronzen gefunden.

Grabbeigaben eines etruskischen Grabes und Einbäume
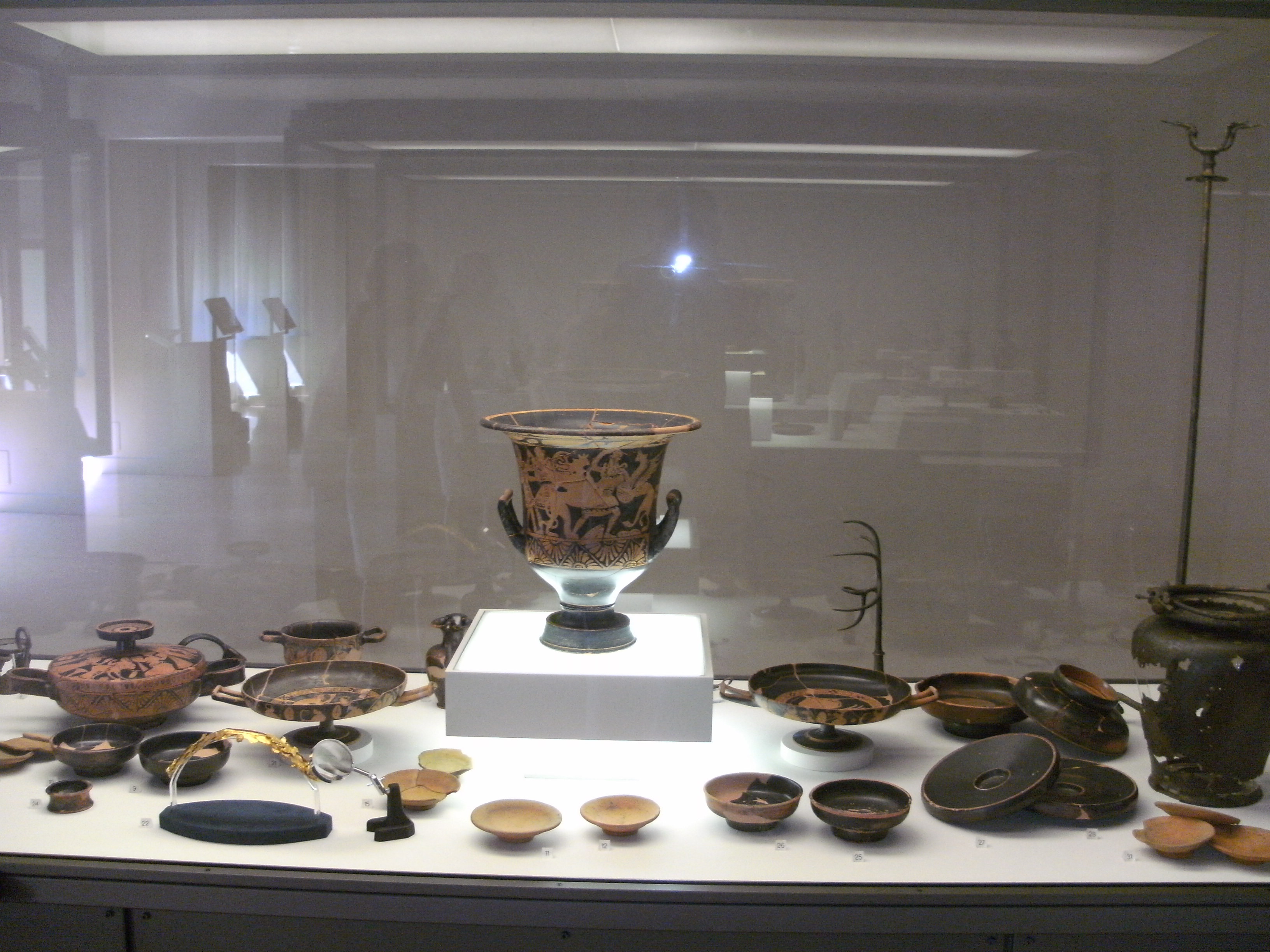
Im Vordergrund links ein aus Goldblech gefertigtes Diadem (daneben ein vom Museum in die Vitrine gestelltes Vergrößerungsglas)
Kerzenhalter aus Bronze (links), eine griechische Vase, Keramikschalen und Behälter aus Bronze
Griechische Vasen und Schalen, hinten in der Mitte ein Krug
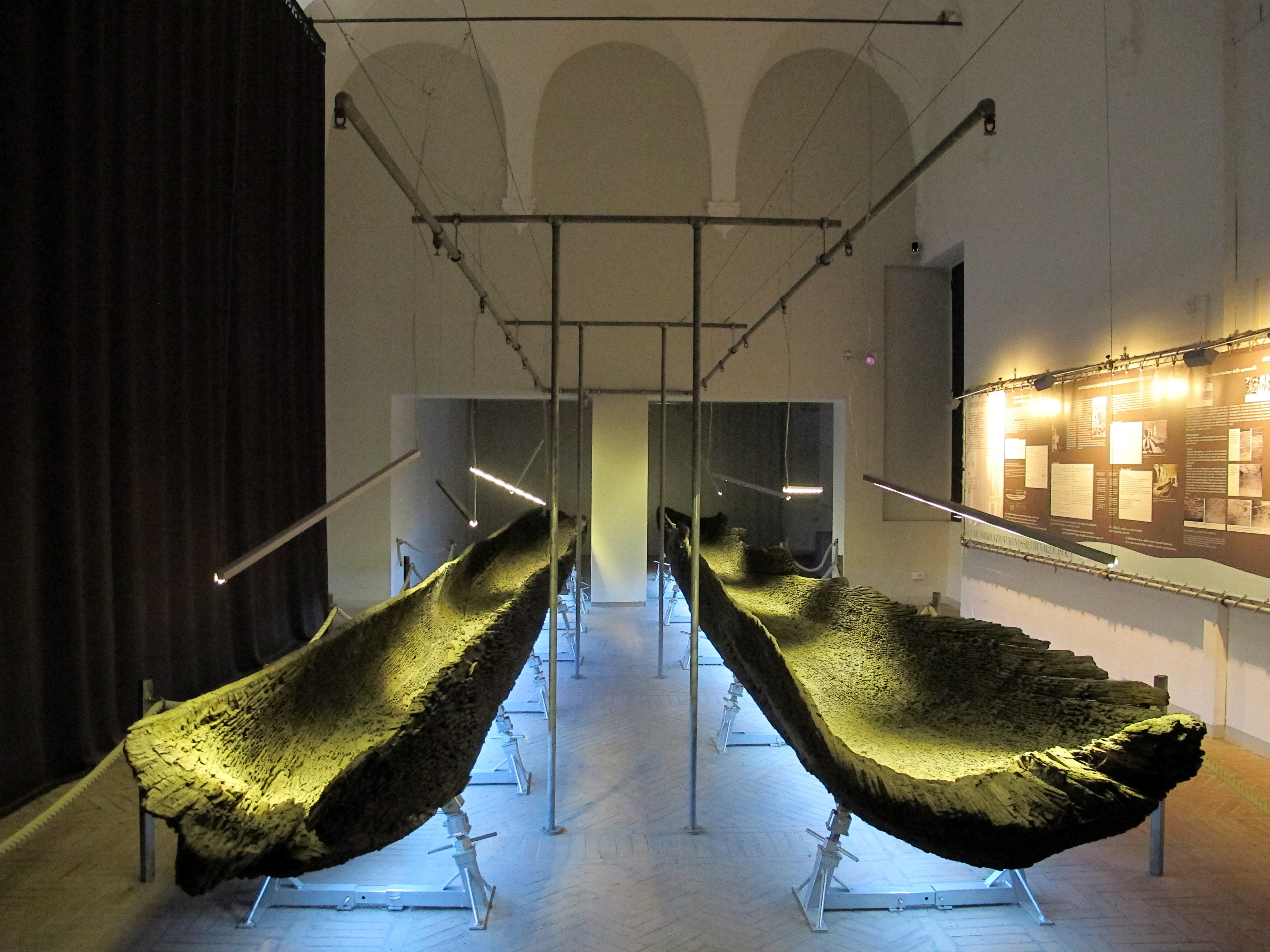
Etruskische Piroghen